# Bir Zamanlar Osmanlı
 (juillet 2017).
Si vous disposez d'ouvrages ou d'articles de référence ou si vous connaissez des sites web de qualité traitant du thème abordé ici, merci de compléter l'article en donnant les références utiles à sa vérifiabilité et en les liant à la section « Notes et références ».
 (janvier 2021).
Bir Zamanlar Osmanlı (littéralement Il était une fois Ottoman) est une série télévisée historique turque en vingt épisodes d'environ 80 minutes diffusée du 12 mars 2012 au 17 décembre 2012 sur TRT 1. La série compte parmi ses acteurs principaux Türkân Şoray, Özcan Deniz et Tolga Karel.
Cette série est inédite dans tous les pays francophones.

## Synopsis
La série parle de l'époque du sultan ottoman Ahmed III et la rébellion du janissaire Patrona Halil turque.

## Distribution
- Türkân Şoray - Hatice Sultan
- Özcan Deniz (tr) - Serhat
- Cemal Hünal (tr) (saison 1)
- Aslı Tandoğan (tr) (saison 1)
- Fırat Tanış (tr) - Patrona Halil
- Hazım Körmükçü (tr) - Nevşehirli Damat Ibrahim Pacha
- Öykü Çelik (tr)
- Tolga Karel (tr) - Kasım
- Aslıhan Güner (tr) - Esma
- Teoman Kumbaracıbaşı (tr) - Muslu Beşe
- Kerem Atabeyoğlu (tr) - Ahmed III
- Mehrnoosh Esmailpour - Şehrazad
- Cem Uçan - Ramazan
- Cenk Gürpınar (tr) - Yunus
- Yılmaz Şerif - Nazım Şeyh
- Mehmet Atay (tr) - İspiri Zade Mehmet
- Bülent Polat (tr) - Ahmet
- Mustafa Uzunyılmaz - Kaymakçı Mustafa
- Bora Akkaş (tr) - Şehzade Mahmud
- Esra Özüver - Rabia Sultan
- Leyla Göksun (tr) - Fatma Sultan
- Nurettin Sönmez - Gaddar Ali
- Mert Karabulut - Derviş
- Zeynep Nur Çağlayan - Cemregül
- Oktay Berk Yeşilyurt - Mehmet
- Deniz Akel - Bibi
- Suat Sungur (tr) - İbrahim Müteferrika
- Burç Kasapcı - Külhanbey

## Diffusion internationale
| Ülke                | Kanal     |
| ------------------- | --------- |
| Turquie             | TRT 1     |
| Grèce               |           |
| Émirats arabes unis | Dubai TV  |
| Liban               | Future TV |
| Maroc               | Medi 1 TV |